# Vlindertempel
De Vlindertempel is een tropische kas in Wildlands Adventure Zoo Emmen. In het gebouw bevinden zich diverse vlindersoorten, en daarnaast enkele terraria en aquaria met onder meer reptielen en vissen. Er worden in wisselende samenstelling ongeveer 20 verschillende vlindersoorten gehouden. Gedurende een jaar worden er meer dan 100 verschillende soorten gehouden. De Vlindertempel bevindt zich in het themagebied Jungola en fungeert als entreegebouw naar dit gebied.

## Constructie
Het publiekelijk toegankelijke deel van de kas heeft een oppervlakte van circa 1000 m². Daarmee is de kas een stuk kleiner dan Wildlands' andere kas; Rimbula. De vorm van de kas is geïnspireerd door de ruïnes van Angkor.
Het dak bestaat uit luchtkussens van ETFE, terwijl een groot deel van de tropische beplanting is geïmporteerd uit Costa Rica. Achter de schermen bevinden zich onder meer een planten- en vlinderkweek.

## Binnen
De kas is zowel van binnen als van buiten vormgegeven als een tempelruïne. Boven de ingang bevinden zich meerdere grote koppen van een fictieve vogel; de laya laya. In het tochtportaal bevinden zich in een groot terrarium netpythons. In het terrarium zijn muurschilderingen te zien die het verhaal achter de tempel uitbeelden.
In het centrale deel van de tempel bevindt zich een groot paludarium met breedvoorhoofdkrokodillen,
driekielstraalschildpadden en vissen. Langs een klim- en klauterroute, de zogenaamde Tempel Trail, bevindt zich een terrarium met smaragdvaranen en Afrikaanse reuzenmiljoenpoten. Naast het paludarium is een pleintje met in het midden een nagemaakte wurgvijg. In de boom bevindt zich een terrarium met klepschildpadden. Aan de rand van het plein staan een aquarium met diverse soorten vissen en een zogenaamde poppenkast, waar de poppen en rupsen van de vlinders te zien zijn.

## Diersoorten
Diersoorten in de kas:
- Anolis
- Driekleurige pijlgifkikker
- Palawanspiegelpauw
- Prachtvruchtenduif
- Regenkikker
- Roelroel
- Roodkuiftoerako
- Zwarte grondtak

- Meerdere vlindersoorten

Diersoorten in een afzonderlijk, eigen verblijf:
- Breedvoorhoofdkrokodil, driekielstraalschildpad en diverse vissoorten
- Netpython
- Smaragdvaraan
- Meerdere vissoorten